# 道の駅三矢の里あきたかた
道の駅三矢の里あきたかた（みちのえき みつやのさとあきたかた）は、広島県安芸高田市にある国道54号の道の駅である。

## 概要
広島県20番目の道の駅で、安芸高田市の道の駅としては2004年（平成16年）に開駅した道の駅北の関宿安芸高田以来2駅目となる。

### 安芸高田市と「無印良品」の協定について
2023年（令和5年）4月、「無印良品」を展開する「良品計画」（東京）と市は協定を締結し、「道の駅三矢の里あきたかた」に店舗を開いて地域資源を活用した商品開発などを進めようとし、改修の設計費などの関連予算450万円を専決処分で決め、5月に業者と契約を結んだ。6月に市が「道の駅三矢の里あきたかた」の改修工事費3,300万円を盛り込んだ補正予算案を定例議会に提出したところ、「市の一方的な執行だ」などと反発の声があがり、議員から改修工事費を除く修正案が提出され可決された。市長の石丸伸二は「白紙の状態。責任を取ってほしい」と議会判断を批判した。この問題で6月29日に市議会は市長に対する問責決議案を賛成多数で可決した。

## 歴史
- 2020年（令和2年）
  - 3月13日 - 国土交通省より、道の駅第52回登録において、「道の駅三矢の里あきたかた」として登録[1]。
  - 6月1日 - 開駅[2]。

## 施設
- 駐車場 84台
  - 普通車 64台
  - 大型車 17台
  - 身障者用 2台
  - セミトレーラー 1台
- トイレ 22器

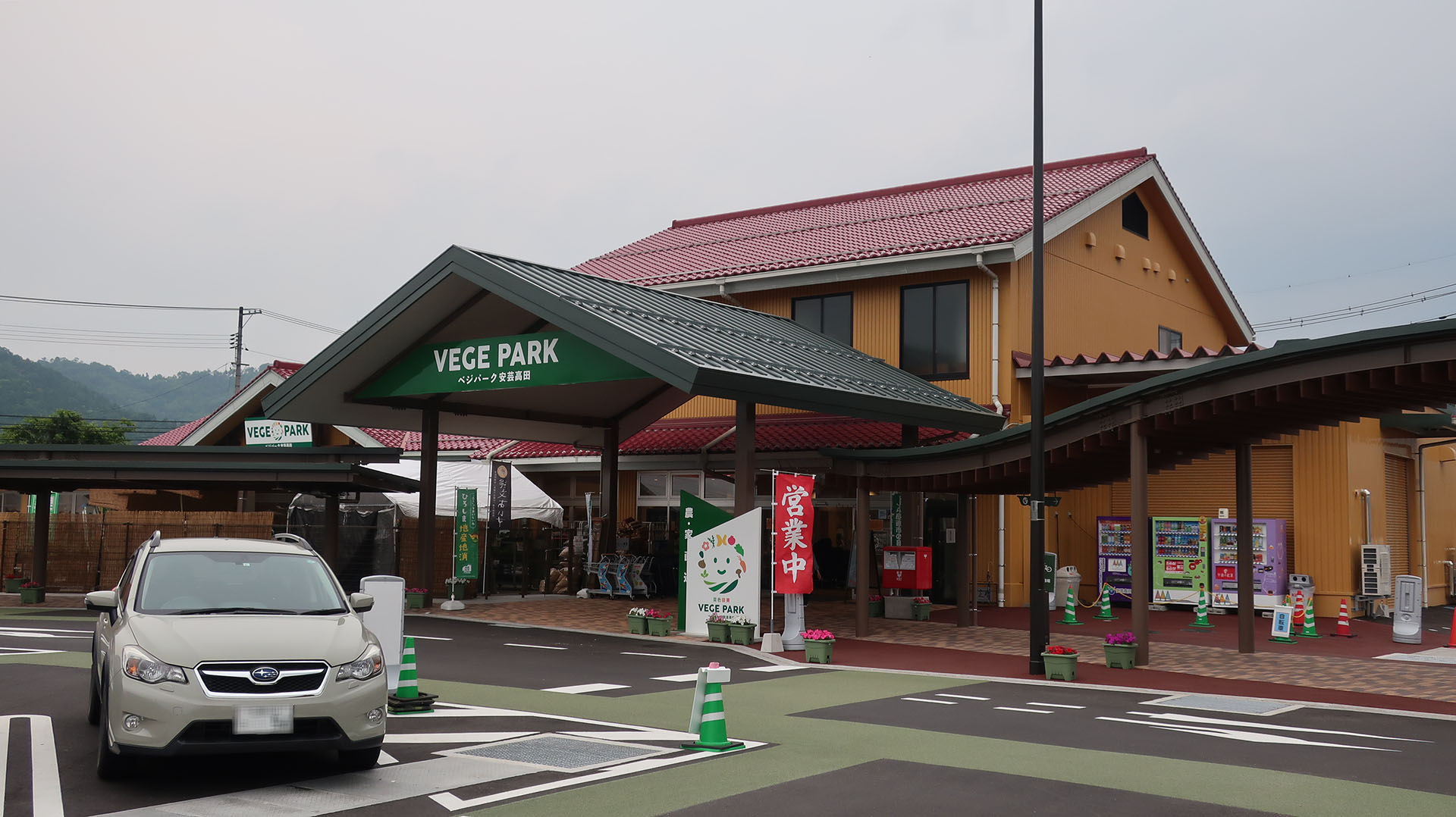
産直棟「ベジパーク安芸高田」

- 地域振興施設（産地直売市、レストラン、多目的広場、多目的室）
- 休憩情報発信施設（休憩・情報コーナー、インフォメーションカウンター、キッズコーナー）
- ベビーコーナー
- 非常用電源
- 貯水タンク

## ご当地マンホール
2023年11月2日、オタフクソース寄贈の「あきたかた焼き」デザインマンホールがレンコン広場に設置された。

## アクセス
- 国道54号[9]（国道183号重複区間） - 登録路線
  - 広島市（中区 - 東区 - 安佐南区 - 安佐北区） - 安芸高田市（八千代町 - 吉田町 道の駅三矢の里あきたかた - 甲田町） - 三次市 - 飯南町 - 雲南市 - 松江市
- 愛郷小学校（道の駅三矢の郷あきたかた）バス停 下車
  - 72 上根・吉田線（広電バス[10]）：広島バスセンター・横川駅前・可部駅前・大林方面 - 畑入口 - 八千代支所前 - 愛郷小学校（道の駅三矢の郷あきたかた） - 安芸高田市役所前 - 広電吉田出張所